# Tom M. Apostol
Pour les articles homonymes, voir Apostol.
Tom Mike Apostol est un mathématicien américain né le 20 août 1923 à Helper dans l'Utah et mort le 8 mai 2016,. Il est spécialisé en théorie analytique des nombres.

## Biographie
Tom M. Apostol est le fils d'Emmanouil Apostolopoulos, un immigrant grec, qui changea son nom en Apostol lorsqu'il prit la nationalité américaine en 1916.
Il a obtenu un baccalauréat en sciences en ingénierie de la chimie et un mastère de mathématiques à l'université de Washington, ainsi qu'un doctorat de mathématiques à Berkeley, université dans laquelle il commença à enseigner, ainsi qu'au MIT. Il est auteur de nombreux livres de mathématiques.
Il est également reconnu comme enseignant. Il est le fondateur du projet MATHEMATICS! visant à produire des cassettes videos de vulgarisation mathématique pour l'enseignement secondaire.

## Publications
- (en) Mathematical Analysis: A modern approach to advanced calculus  (ISBN 0-201-00288-4)
- (en) Introduction to Analytic Number Theory, (1976) Springer-Verlag, New York.  (ISBN 0-387-90163-9)
- (en) Modular Functions and Dirichlet Series in Number Theory, (1990) Springer-Verlag, New York.  (ISBN 0-387-90185-X)
- (en) Calculus, Volume 1, One-Variable Calculus with an Introduction to Linear Algebra  (ISBN 0-471-00005-1)
- (en) Calculus, Volume 2, Multi-Variable Calculus and Linear Algebra with Applications  (ISBN 0-471-00007-8)